# Varga László (fotóriporter)
Varga László (Budapest, 1958. július 23. –) magyar újságíró, fotóriporter, képszerkesztő, kommunikációs szakember, andragógus

## Élete
Eredeti foglalkozása nyomdász, formakészítő. Nyomdai fényképész 1976 és 1978 között az Athenaeum Nyomdában. Fotólaboráns az MTI-Fotó laboratóriumában 1978–1980 között. A Határőr című képes hetilap laboránsa, fotóriporter gyakornoka Varga L. János néven az 1980–1981 közötti években. A Magyar Távirati Iroda Fotó főszerkesztőségében dolgozik 1981-től, 1990-ig. Itt a gazdasági rovatban a kereskedelem és a könnyűipar területéről készít évekig fotótudósításokat, illetve napi híreseményeket fényképez. A Magyar Újságírók Országos Szövetsége Újságíró iskolája fotóriporteri szakának elvégzését követően (1986-87) a politikai rovatba kerül, ahol kiemelt protokoll és jelentős diplomáciai eseményeket tudósít, politikusok külföldi útjain fényképez. Az MTI-ben használt szignója GAL. A vidéki lapokat ellátó úgynevezett. telefotó adás első szerkesztői között volt.
1990-ben az akkor induló Mai Reggel, a Mai Nap elnevezésű bulvárlap reggeli kiadásának fotóriportere lesz, majd az újság féléves regnálását követően átigazol az anyalaphoz. Itt fotóriporterként, rovatvezető helyettesként dolgozik.
1999-ben visszahívják a Magyar Távirati Irodához, hogy szerkesztőségvezető helyettesként hajtsa végre a szervezeti, technikai átalakítást. Feladata a digitális képfeldolgozás és képtovábbítás továbbfejlesztése, a szerkesztőség átállítása a digitális fényképezésre, a munkatársak megismertetése az új technikával, számítógépes képfeldolgozó programokkal, a rendszeres továbbképzések megszervezése. Új szolgáltatások bevezetése, a digitális fotóarchívum alapjainak megteremtése, valamint az Internet alapú fotókiajánlás létrehozása (Fotóplussz, Fotobank). Munkájáért 2006-ban MTI Zrt. Elnöki Elismerésében részesül.
Munkája hozzájárult, hogy a Magyar Olimpiai Bizottság 2008-ban a megújult szerkesztőségnek, elismerve az olimpiai mozgalom és eszme népszerűsítése terén kifejtett kiemelkedő és magas színvonalú munkájukért a MOB-médiadíját, nívódíját adományozta.
2000 és 2005 között a Szegedi Tudományegyetem (korábban József Attila Tudományegyetem) Bölcsészettudományi Kar Kommunikációs szakán tanul, intézményi kommunikáció, nemzetközi kommunikáció szakirányokon diplomázik.
2010-től 2023-ig az MTI Adatbázisok és Archívumok szerkesztője, majd az MTVA (Médiaszolgáltatás-támogató és Vagyonkezelő Alap) létrejöttével főmunkatársként, illetve archívumi menedzserként a fotóarchívum analóg negatív gyűjteményének digitalizálásra történő szerkesztése, az elkészült feldolgozott fotók lektorálása, valamint kiállítások szerkesztése, előkészítése a feladata.
Az igazságügyi miniszter – az emberi erőforrások miniszterével egyetértésben – 2015. július 15. napjától ötéves időtartamra kinevezte a Szerzői Jogi Szakértői Testület tagjává.
2018-ban okleveles andragógus diplomát kapott a Zsigmond Király Egyetem (2018-tól Milton Friedman Egyetem) mesterképzésén, képzési vezető szakirányon.
Több mint tíz éven át, 1996-tól autós szakújságíróként is tevékenykedett. A Mai autó, a Mai Nap több oldalas heti mellékletét írta szerkesztette. A Képes Autó Extra alapítói és szerkesztői között volt. Az egyik első internetes autós híreket szolgáltató oldal, az MTI.hu aloldalaként évekig megjelent Padlógáz is a nevéhez fűződik.

## Díjak, kiállítások
- 1982: Év Reklámfotó II. díj
- 1984: Év Sajtófotó II. díj
- 1993: BM. Sajtópályázat III. díj
- 1996: Év Sajtófotó III. díj
- 1997: Év Sajtófotó II. díj

Számos csoportos, tematikus kiállítás

## Szakmai tagságok
- 1980–1990 Magyar Reklámszövetség
- 1986– Magyar Újságírók Országos Szövetsége (MUOSZ)
- 1986– Nemzetközi Újságíró Szövetség (IFJ)
- 1990 Magyar Hírügynökségi Újságíró Kamara alapító és első elnökségének tagja
- 1990–1996 Magyar Fotóriporterek Kamarája – Magyar Fotóriporterek Egyesülete
- 1998– Magyar Sportújságírók Szövetsége
- 1998– Nemzetközi Sportújságírók Szövetsége AIPS
- 2000–2010 MUOSZ Bűnügyi Tudósítók Szakosztálya
- 2015–2020 Szerzői Jogi Szakértő Testület
- 2025 -  Európai Újságírók Szövetsége Magyar Tagozat (AEJ)